# La Croix-de-la-Rochette
La Croix-de-la-Rochette település Franciaországban, Savoie megyében. Lakosainak száma 382 fő (2022. január 1.). La Croix-de-la-Rochette Rotherens, Saint-Pierre-de-Soucy, Villard-Sallet és Valgelon-La Rochette községekkel határos.

## Népesség
A település népességének változása:
| Lakosok száma | 322  | 340  | 362  | 365  | 377  | 382  | 383  | 383  | 382  |
|               | 2013 | 2015 | 2016 | 2017 | 2018 | 2019 | 2020 | 2021 | 2022 |